# Petr Ardeleánu
Petr Ardeleánu (14 december 1980) is een Tsjechisch voetbalscheidsrechter. Hij is in dienst van FIFA en UEFA sinds 2013.
Op 11 juli 2014 floot Ardeleánu zijn eerste wedstrijd in de voorronde van de UEFA Europa League. Litex Lovetsj en FC Veris troffen elkaar in de eerste ronde (3-0). In dit duel deelde Ardeleánu twee gele kaarten uit. Dumitru Bacal van Veris moest het veld verlaten na een dubbele gele kaart.
Zijn eerste interland floot hij op 16 oktober 2018, toen Letland met 0–3 verloor van Georgië.

## Interlands
| Datum            | Plaats               | Wedstrijd                 | Uitslag | Competitie                  | Kreeg geel | Kreeg voor de tweede keer geel en dus rood | Weggestuurd |
| ---------------- | -------------------- | ------------------------- | ------- | --------------------------- | ---------- | ------------------------------------------ | ----------- |
| 16 oktober 2018  | Riga, Letland        | Letland – Georgië         | 0 – 3   | UEFA Nations League 2018/19 | 1          | 0                                          | 0           |
| 16 november 2018 | Vaduz, Liechtenstein | Liechtenstein – Macedonië | 0 – 2   | UEFA Nations League 2018/19 | 3          | 1                                          | 0           |

Laatste aanpassing op 18 november 2018